# Râul Ciorganul
Râul Ciorganul este un curs de apă, afluent al râului Jiul de Est. 